# Samuel Colt
Samuel Colt (født 19. juli 1814 i Hartford, Connecticut, USA, død 10. januar 1862) er mest kendt for opfindelsen af revolveren «Colt» som blev meget brugt af amerikanske nybyggere i det vestlige USA i 1800-tallet.
Colt fik et europæisk patent på revolveren i 1835, og et amerikansk patent – U.S. Patent #138 – 25. februar 1836. Han lavede den første produktionsmodel 5. marts samme år.